# Templul Vestei
Templul Vestei (în latină Aedes Vestae, în italiană Tempio di Vesta) este un templu roman antic din Forul Roman, Roma, Republica Italiană. Este plasat în apropiere de Regia și Casa Virginelor Vestale.